# Northumberlandia

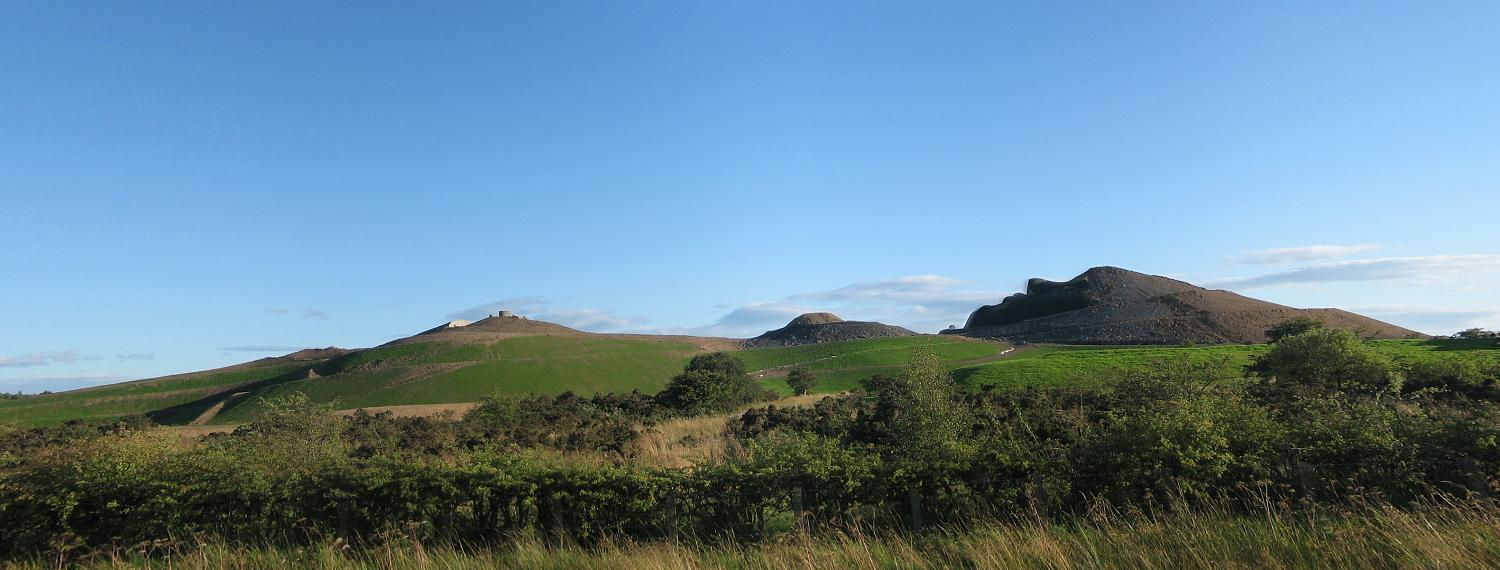
Die Lady von der Seite

Northumberlandia (auch Lady of the North) ist eine Landschaftsskulptur in der Form einer liegenden Frau. Die Skulptur wurde 2012 fertiggestellt und befindet sich auf Blagdon Hall in der Nähe von Cramlington, Northumberland, im Nordosten Englands.

## Entstehung

Karte von Northumberlandia.

Das Projekt entstand im Rahmen der Renaturierung eines Tagebaus auf Blagdon Hall, in dem Kohle, Schiefer und Schamott abgebaut wurde. Anstatt das angehäufte Schuttmaterial wieder in die Tagebaugrube zu schütten, beschloss man daraus einen öffentlichen Park zu gestalten. Die Figur wurde aus 1,5 Millionen Tonnen Erde auf dem 19 Hektar großem Park errichtet. Sie ist 200 Meter lang und bis zu 34 Meter hoch.
Entworfen wurde die Figur von Charles Jencks, einem US-amerikanischen Landschaftsarchitekten. Die Kosten von 3 Millionen Pfund trugen der Minenbetreiber Banks Group und Matt Ridley, der Besitzer des Landsitzes Blagdon Hall.
Die Planung dauerte fünf Jahre, der Bau erfolgte über zwei weitere Jahre. Eröffnet wurde der Park 2012 durch Prinzessin Anne.